# Hurunui
Le fleuve Hurunui (anglais : Hurunui River) est la plus petite des quatre rivières principales du district de Hurunui dans la région nord de Canterbury dans l'Île du Sud de Nouvelle-Zélande.

## Géographie
Le cours supérieur du fleuve est divisé en deux bras. Le bras nord prend sa source dans les Alpes du Sud au col Harper et mesure environ 48 km jusqu'à la confluence avec le bras sud, qui lui part du sud du col Harper et longe la chaîne de Crawford au sud sur une longueur d'environ 42 km. De la confluence des deux bras jusqu'à l'embouchure dans l'océan Pacifique, la rivière Hurunui fait un peu plus de 97 km. Ainsi, la rivière et son bras le plus long, celui qui traverse le lac Sumner, ont une longueur totale d'environ 145 km. La rivière Hurunui se jette dans l'océan Pacifique à 11 km au sud de Cheviot.

### Bassin versant
Selon la source considérée, le bassin versant de la rivière fait entre 1 070 km2 et 2 671 km2.

### Géologie
Le cours supérieur de la rivière passe à travers des roches de grauwacke dont les sédiments finissent par être déposés au niveau du cours moyen pour former les plaines de Culverden. En aval se trouvent deux canyons qui traversent du grauwacke, de l'argile plus douce et du grès formé au tertiaire.

## Affluents
Les affluents de la rivière Hurunui sont le ruisseau Jollie, la rivière Glenrae et la rivière Mandamus. En plus du lac Sumner, qui est le plus grand lac du bassin versant traversé par la rivière, les lacs Taylor, Sheppard, Kathrine et Mason, créés par des moraines glaciaires au Pléistocène, sont traversés par ses affluents.

## Aménagements et écologie

### Loisirs
La rivière possède des rapides de niveaux de difficulté II et III pour le kayak en eau vive. La meilleure eau vive est située en aval de la confluence des bras Nord et Sud dans le Māori Gully et dans l'Harwarden Gap.
Le saumon royal (Oncorhynchus tshawytscha) a été introduit comme poisson de pêche dans les années 1900.

### Water Conservation Order
Le 30 août 2007, le New Zealand and the North Canterbury Fish and Game Councils et la New Zealand Recreational Canoeing Association (actuel Whitewater NZ) présentent une demande d'ordonnance de conservation de l'eau (Water Conservation Order) au ministère de l'Environnement afin de protéger la rivière Hurunui.
Le 14 août 2009, l'ordonnance de conservation est émise pour le bras nord, mais pas pour le bras sud. Le 2 septembre, Whitewater NZ interjette appel devant le tribunal de l'environnement afin d'obtenir également l'inclusion du bras sud.

### Hurunui Water Project
Le Hurunui Water Project est un projet visant à utiliser l'eau de l'Hurunui à des fins commerciales d'irrigation et de production d'énergie. Le projet implique la création d'un déversoir qui permettrait d'élever le niveau du lac Sumner, d'un barrage et d'un lac de retenue sur le bras sud de la rivière et d'un apport sur le bras principal de la rivière.
En octobre 2009, le Hurunui Water Project déclare qu'il ajourne sa demande de consentement pour l'usage de ces ressources pour une durée maximale d'un an le temps que le Canterbury Water Management Strategy puisse traiter les problèmes de stockage de l'eau dans la région. En guise de protestation contre le projet, une marche se déroule comme prévu à Christchurch deux jours après l'annonce. En plus des centaines de manifestants, des kayakistes et des pêcheurs défilent le long de l'Avon. Sam Mahon, un artiste de Canterbury préoccupé par la pollution de l'eau, crée un buste de Nick Smith, le ministre de l'environnement, en bouse de vache afin de faire connaître la campagne pour empêcher la rivière Hurunui de servir pour l'irrigation.
En février 2010, le Hurunui Water Project annonce qu'il réactive le processus de consentement pour l'usage de ces ressources. Le 16 novembre 2010, le Hurunui Water Project interjette appel devant la Cour Suprême de la décision du Environment Canterbury Regional Council de faire du projet de barrages sur la rivière Hurunui, une activité non conforme au Plan régional des ressources naturelles de Canterbury.
En septembre 2012, le projet comprend la construction de quatre barrages sur la rivière Waitohi, l'extraction de jusqu'à 49,2 m3/s du bras principal de la rivière Hurunui, l'extraction de 42,4 m3/s de la rivière Waitohi, la production d'hydroélectricité au fil de l'eau et le stockage de 6,5 millions de m3 d'eau dans d'autres barrages. Par comparaison, le débit actuel de la rivière Hurunui est de 49,2 m3/s en moyenne et de 16,8 m3/s au plus bas ou à l'étiage. La procédure de consentement est relancée, elle débouche sur le consentement du Environment Canterbury Regional Council le 1er août 2013.